# Cosmoclostis
Cosmoclostis is een geslacht van vlinders van de familie vedermotten (Pterophoridae).

## Soorten
- C. aglaodesma Meyrick, 1886
- C. auxileuca Meyrick, 1907
- C. bivalva Gielis, 2011
- C. brachybela Fletcher D. S., 1947
- C. chalconota Fletcher D. S., 1947
- C. gorbunovi Ustjuzhanin & Kovtunovich, 2011
- C. hemiadelpha Fletcher, 1947
- C. lamprosema Fletcher, 1947
- C. leucomochla Fletcher, 1947
- C. pesseuta Meyrick, 1906
- C. quadriquadra Walsingham, 1900
- C. schouteni Gielis, 1990